# Шпакове вікно
Шпакове вікно — гідрологічна пам'ятка природи місцевого значення в Україні.
Розташована на території Чортківського району Тернопільської області, біля села Верб'ятин зі сторони села Озеряни, з правого боку від автодороги.
Площа — 14,1 га. Статус надано рішенням Тернопільської обласної ради від 14 липня 2011 № 1217. Перебуває у віданні Бучацької міської громади.
Під охороною водно-болотний масив з карстовим озерцем.